# 白龍珠
白龍珠( 1906年 - 1970年2月4日 )，原名：麥龍珠，粵劇行裡人稱他為「阿蛇」，籍貫：廣東省南海縣，15歲少年時代已從事粵劇，他是薛覺先的首徒，最初擔任小生；第二次世界大戰期間，白龍珠跟隨薛覺先到廣西省的桂林及柳州演出，有一晚表演《四大美人》，原來演伍員的武生醉酒失場，被薛覺先臨時拉夫出臺，自此被薛覺先 要求轉型作武生。白龍珠亦是香港電影演員，自銀幕處男《歌唱新美人計》(1952年)作至息影作《樊梨花》(1968年，飾演薛仁貴)，一生參演約90齣電影。

## 社交圈子
- 1964年7月6日(星期一)，在九龍油麻地志和街的「百老匯酒店」(現在的「聖地牙哥酒店(新館)」)的502號房，白龍珠與其它梨園子弟鄧偉凡、何驚凡、蕭仲坤、林蛟、蘇少棠、陳錦棠、少新權及羅家權等組成長期性的“先生俱樂部”，性質在聯絡感情與守望相助，談古說今，研傳統藝術，及搓麻將[3]。

- 白龍珠習慣每天下午在「戲人茶座」喝下午茶，然後在九龍油麻地彌敦道363號的「新新酒店」(現在的「恒成大廈 Hang Shing Building」)六樓與朋友搓八圈麻將[4]。

## 桃色事件
1951年與情婦同居，1955年3月被30歲情婦胡寶珠起訴「故意忽略供給」，由於白龍珠尚有48歲的髮妻關玉秋，白龍珠被判無罪，然而自願給予情婦胡寶珠一次性港幣300元「撫慰金」(掟煲費)。

## 麥廬
- 1960年6月，白龍珠租住油麻地炮台街面向「油麻地新街市」的3房樓宇，自己住在頭房，其餘兩房分租予別人[6]。

- 1964年6月購入新界青山屯門，近后角天后廟附近的1,500多平方英呎土地，建築以『麥廬』命名的別墅，飼養白鴿及蜜蜂，廣植果樹[7]。

## 掛靴息影
- 從15歲踏入戲行至63歲(1969年)已做八任細班(粵劇行規每6年等一任細班)，總共演出48年，接受兒媳的建議「掛靴」(息影退休)，把戲服割讓別人，以表決心[8]。

## 長篇粵曲
- 王寳釧         (56南聲) 鍾志雄 陳彩蘭 白龍珠 朱頂鶴 鄭苑
- 王昭君         (56金星) 梁素琴 林家聲 白龍珠 陳燕棠 黄佩蘭 葉夢痕
- 玉葵寶扇       (56金星) 羅麗娟 何鴻略 白龍珠 伍木蘭 郭少文
- 紅拂女寅夜私奔 (57美聲) 冼劍麗 少新權 白龍珠 天涯 温泉
- 牡丹亭驚夢     (58娛樂) 鍾雲山 陳鳳仙 白龍珠 盧筱萍 梅欣 簡耀佳 李寶倫
- 李仙傳         (59娛樂) 鍾雲山 冼劍麗 白龍珠 伍木蘭 梅欣 簡耀佳
- 桃花仙子       (59新聲) 鍾雲山 梁素琴 白龍珠 盧筱萍 梅欣 潘小桃
- 雙仙拜月亭     (59娛樂) 何非凡 陳鳳仙 白龍珠 陳好逑 梅欣 簡耀佳 朱少坡
- 白兔會         (61娛樂) 何非凡 崔妙芝 白龍珠 陳好逑 梅欣簡耀佳 朱少坡 陳寶珠
- 唐宮艷史       (61美聲) 何非凡 冼劍麗 白龍珠 鍾志雄 歐偉泉 小甘羅 梅欣 任冰兒
- 情僧偷到瀟湘館 (62美聲) 何非凡 崔妙芝 白龍珠 伍木蘭 半日安 麥秋儂 袁立祥 李超鴻 鄧玉霞
- 血羅衫         (66娛樂) 何非凡 陳鳳仙 白龍珠 梁醒波 薛劍聲 蘇少棠 李芬芳

## 逝世
- 1970年2月4日(星期三)晚上9時，在九龍廣華醫院病逝，享齡64歲；1970年2月8日(星期日)下午2時，在九龍殯儀館舉殯，遺體卜葬九龍長沙灣天主教墳場[2]。

## 外部連結
- 香港電影資料館對於白龍珠參演電影的記錄[永久]
- 香港影庫：白龍珠 （页面存档备份，存于）
- 白龍珠的演出片斷 （页面存档备份，存于）侵犯版權?